# Caenohalictus trichiothalmus
Caenohalictus trichiothalmus là một loài Hymenoptera trong họ Halictidae. Loài này được Cameron mô tả khoa học năm 1903.